# Нилус, Дмитрий Александрович
Дмитрий Александрович Ни́лус (1853 — после 1913) — русский государственный деятель — тайный советник, юрист, председатель Московского окружного суда в 1909—1913 гг.

## Биография
Родился в 1853 году в дворянской семье отставного военного и гражданского служащего Александра Петровича Нилуса (1817—1900) и его супруги Наталии Дмитриевны (урождённой Ка́рповой). Дед по отцу — Пётр Богданович Нилус (1768 — после 1817), генерал-майор, за выслугу 25 лет в офицерских чинах получивший 26 ноября 1816 года орден Св. Георгия IV-го класса. До и во время Отечественной войны 1812 года с перерывами командовал 2-й бригадой 6-й пехотной дивизии; был шефом 35-го егерского полка, остававшегося в Архангельске.
Дмитрием назван был в честь деда — отца матери. По некоторым сведениям, предки Нилуса по материнской линии — Карповы, вели свой род от Малюты Скуратова. Семья деда поддерживала близкие дружеские отношения с соседом по имению и дальним родственником — Иваном Сергеевичем Тургеневым.
Окончил 1-ю Московскую гимназию и  в 1875 году юридический факультет Московского университета кандидатом права. Служил в Орловском окружном суде, затем — в Московском окружном суде; в 1895 году был товарищем председателя Московского окружного суда по 3-му отделению, с 1896 года — коллежский советник, с 1898 года – статский советник, с 1 января 1902 года — действительный статский советник. В этой должности провёл ряд громких судебных процессов, в частности — процесс по делу об убийстве члена ЦК РСДРП (б) Баумана. Судом присяжных под руководством Нилуса обвиняемый Николай Михалин был признан виновным в превышении пределов необходимой обороны, ему было назначено наказание в виде 1,5 лет лишения свободы. Был также главным «обвиняемым» в развязанном московской прессой скандальном «деле» об удалении присяжных поверенных из зала заседаний суда: якобы, удалил их для того, чтобы освободить места в переполненном зале для неких дам.
С 1909 года — председатель Московского окружного суда, занимал эту должность до 1913 года и был уволен по достижении предельного возраста с награждением чином тайного советника (стандартная практика награждения следующим чином при увольнении по возрасту без порочащих обстоятельств).
Был награждён орденами Св. Анны 2-й ст. (1890), Св. Владимира 3-й ст. (1905), Св. Станислава 1-й ст. (1909).
Не был женат и детей не имел. Дата его смерти точно не установлена.
Отношения с братом Сергеем
Своего младшего брата — известного Сергея Нилуса (публикатора «Протоколов сионских мудрецов», развивавшего теорию иудео-масонского заговора) по отзывам биографов последнего, считал сумасшедшим, а тот его — «атеистом»